# 古来太子城
古来太子城是位于马来西亚柔佛州古来县的一个城镇。古来太子城是一个中等规模的混合开发小镇，由IOI集团于2001年至今在马来西亚柔佛州的古来县建成。城镇内设有古来IOI商场以及棕榈别墅高尔夫度假村，古来太子城消振局和城市森林公园。
截至2016年1月，該鎮區人口為19,793人，約佔古來縣人口的8%。

## 地理
古来太子城位于古来联邦大道之间，西面是云顶集团开发的优美城（Bandar Indahpura），北面是IOI油棕园，东面是士乃国际机场，南面是沙令。古来位于联邦大道以北2公里处，而士乃則在主干道以南4公里处。
士古来和河（Sungai Skudai）以及马来亚铁道铁路沿太子城而行，古来火车站因而接近太子城。虽然从新山到新加坡的火车服务已经停止运营，但来回古来的火车可在新山停靠/启程，那里设有穿梭列车继续通往新加坡。

## 外部連結
- Bandar Putra developer's website (IOI Properties) （页面存档备份，存于）
- Bandar Putra on Facebook